# Liste der Mitglieder des Senats im 26. Kongress der Vereinigten Staaten
Die Senatoren im 26. Kongress der Vereinigten Staaten wurden zu einem Drittel 1838 und 1839 neu gewählt. Vor der Verabschiedung des 17. Zusatzartikels 1913 wurde der Senat nicht direkt gewählt, sondern die Senatoren wurden von den Parlamenten der Bundesstaaten bestimmt. Jeder Staat wählt zwei Senatoren, die unterschiedlichen Klassen angehören. Die Amtszeit beträgt sechs Jahre, alle zwei Jahre wird für die Sitze einer der drei Klassen gewählt. Zwei Drittel des Senats bestehen daher aus Senatoren, deren Amtszeit noch andauert.
Die Amtszeit des 26. Kongresses ging vom 4. März 1839 bis zum 3. März 1841. Seine erste Tagungsperiode fand vom 2. Dezember 1839 bis zum 21. Juli 1840 in Washington, D.C. statt, die zweite Periode vom 7. Dezember 1840 bis zum 3. März 1841.

## Zusammensetzung und Veränderungen
Im 25. Kongress saßen am Ende seiner Amtszeit 35 Demokraten und 16 Whigs, ein Sitz war vakant. Bei den Wahlen 1838 und 1839 gewannen die Whigs drei Sitze von den Demokraten, weitere vier Sitze gingen ihnen verloren, da die Parlamente von Michigan, New York, Pennsylvania und Virginia nicht erfolgreich gewählt hatten. Damit begann der Kongress mit 28 Demokraten und 19 Whigs im Senat, fünf Sitze waren vakant. Der Sitz in Tennessee wurde bereits vor Beginn der ersten Sitzungsperiode durch einen Demokraten wieder besetzt, so dass deren Mehrheit auf 29 zu 19 stieg. Bis Ende Januar 1840 gewannen die Demokraten einen weiteren der vakanten Sitze, die Whigs zwei, so dass das Parteiverhältnis bei 30 zu 21 lag. Durch eine Nachwahl im Februar konnten die Demokraten ihre Mehrheit auf 31 zu 20 ausbauen. Durch den Rücktritt der beiden demokratischen Senatoren von North Carolina, deren Nachfolger Whigs waren, sank die Mehrheit auf 29 zu 22. Da der letzte vakante Sitz in Virginia im Januar 1841 ebenfalls an die Whigs ging, lag die Mehrheit zum Ende des 26. Kongresses bei 29 Demokraten gegen 23 Whigs.

## Spezielle Funktionen
Nach der Verfassung der Vereinigten Staaten ist der Vizepräsident der Vorsitzende des Senats, ohne ihm selbst anzugehören. Bei Stimmengleichheit gibt seine Stimme den Ausschlag. Während des 25. Kongresses war Richard M. Johnson Vizepräsident. Im Gegensatz zur heutigen Praxis leitete der Vizepräsident bis ins späte 19. Jahrhundert tatsächlich die Senatssitzungen. Ein Senator wurde zum Präsidenten pro tempore gewählt, der bei Abwesenheit des Vizepräsidenten den Vorsitz übernahm. Vom 4. März bis zum 1. Dezember 1839 war weiter der vom 25. Kongress gewählte William R. King Präsident pro tempore, er versah das Amt auch vom 2. Dezember bis zum 26. Dezember 1839, vom 3. Juli bis zum 15. Dezember 1840 sowie am Ende des Kongresses am 3. März 1841.

## Liste der Senatoren
Unter Partei ist vermerkt, ob ein Senator der Demokratischen Partei oder der Whig Party angehörte. Unter Staat sind die Listen der Senatoren des jeweiligen Staats verlinkt. Die reguläre Amtszeit richtet sich nach der Senatsklasse: Senatoren der Klasse I waren bis zum 3. März 1845 gewählt, die der Klasse II bis zum 3. März 1841 und die der Klasse III bis zum 3. März 1843. Das Datum gibt an, wann der entsprechende Senator in den Senat aufgenommen wurde, eventuelle frühere Amtszeiten nicht berücksichtigt. Unter Sen. steht die fortlaufende Nummer der Senatoren in chronologischer Ordnung, je niedriger diese ist, umso größer ist in der Regel die Seniorität des Senators. Die Tabelle ist mit den Pfeiltasten sortierbar.
| Senator                | Partei   | Staat          | Klasse | Datum         | Sen. | Anmerkung                                                                                            |
| ---------------------- | -------- | -------------- | ------ | ------------- | ---- | --- |
| William R. King        | Demokrat | Alabama        | II     | 14. Dez. 1819 | 232  | Präsident pro tempore                                                                                |
| Clement C. Clay        | Demokrat | Alabama        | III    | 19. Juni 1837 | 365  | |
| William Savin Fulton   | Demokrat | Arkansas       | II     | 18. Sep. 1836 | 349  | |
| Ambrose H. Sevier      | Demokrat | Arkansas       | III    | 18. Sep. 1836 | 350  | |
| Thaddeus Betts         | Whig     | Connecticut    | I      | 4. März 1839  | 371  | starb am 7. April 1840                                                                               |
| Jabez W. Huntington    | Whig     | Connecticut    | I      | 4. Mai 1840   | 380  | gewählt als Nachfolger von Betts                                                                     |
| Perry Smith            | Demokrat | Connecticut    | III    | 4. März 1837  | 361  | |
| Richard H. Bayard      | Whig     | Delaware       | I      | 12. Jan. 1841 | 348  | trat am 19. September 1839 zurück gewählt als sein eigener Nachfolger früher im 24. bis 26. Kongress |
| Thomas Clayton         | Whig     | Delaware       | II     | 9. Jan. 1837  | 258  | früher im 18. und 19. Kongress                                                                       |
| Wilson Lumpkin         | Demokrat | Georgia        | II     | 22. Nov. 1837 | 366  | |
| Alfred Cuthbert        | Demokrat | Georgia        | III    | 12. Jan. 1835 | 338  | |
| John M. Robinson       | Demokrat | Illinois       | II     | 11. Dez. 1830 | 306  | |
| Richard M. Young       | Demokrat | Illinois       | III    | 4. März 1837  | 363  | |
| Albert S. White        | Whig     | Indiana        | I      | 4. März 1839  | 376  | |
| Oliver H. Smith        | Whig     | Indiana        | III    | 4. März 1837  | 360  | |
| John J. Crittenden     | Whig     | Kentucky       | II     | 4. März 1835  | 206  | früher im 15. Kongress                                                                               |
| Henry Clay             | Whig     | Kentucky       | III    | 10. Nov. 1831 | 270  | früher im 9. und 11. Kongress                                                                        |
| Robert C. Nicholas     | Demokrat | Louisiana      | II     | 13. Jan. 1836 | 346  | |
| Alexander Mouton       | Demokrat | Louisiana      | III    | 12. Jan. 1837 | 355  | |
| Reuel Williams         | Demokrat | Maine          | I      | 4. März 1837  | 362  | |
| John Ruggles           | Demokrat | Maine          | II     | 20. Jan. 1835 | 339  | |
| William D. Merrick     | Whig     | Maryland       | I      | 4. Jan. 1838  | 367  | |
| John S. Spence         | Whig     | Maryland       | III    | 31. Dez. 1836 | 354  | starb am 24. Oktober 1840                                                                            |
| John L. Kerr           | Whig     | Maryland       | III    | 5. Jan. 1841  | 383  | gewählt als Nachfolger von Spence                                                                    |
| Daniel Webster         | Whig     | Massachusetts  | I      | 17. Dez. 1827 | 291  | trat am 22. Februar 1841 zurück                                                                      |
| Rufus Choate           | Whig     | Massachusetts  | I      | 23. Feb. 1841 | 385  | gewählt als Nachfolger von Webster                                                                   |
| John Davis             | Whig     | Massachusetts  | II     | 4. März 1835  | 340  | trat am 5. Januar 1841 zurück                                                                        |
| Isaac C. Bates         | Whig     | Massachusetts  | II     | 13. Jan. 1841 | 384  | gewählt als Nachfolger von Davis                                                                     |
| Augustus S. Porter     | Whig     | Michigan       | I      | 20. Jan. 1840 | 378  | |
| John Norvell           | Demokrat | Michigan       | II     | 26. Jan. 1837 | 357  | |
| John Henderson         | Whig     | Mississippi    | I      | 4. März 1839  | 373  | |
| Robert J. Walker       | Demokrat | Mississippi    | II     | 4. März 1835  | 342  | |
| Thomas Hart Benton     | Demokrat | Missouri       | I      | 10. Aug. 1821 | 247  | |
| Lewis F. Linn          | Demokrat | Missouri       | III    | 25. Okt. 1833 | 331  | |
| Henry Hubbard          | Demokrat | New Hampshire  | II     | 4. März 1835  | 341  | |
| Franklin Pierce        | Demokrat | New Hampshire  | III    | 4. März 1837  | 359  | |
| Samuel L. Southard     | Whig     | New Jersey     | I      | 4. März 1833  | 241  | früher im 16. bis 17. Kongress                                                                       |
| Garret D. Wall         | Demokrat | New Jersey     | II     | 4. März 1835  | 343  | |
| Nathaniel P. Tallmadge | Whiga    | New York       | I      | 4. März 1833  | 330  | |
| Silas Wright           | Demokrat | New York       | III    | 4. Jan. 1833  | 324  | |
| Bedford Brown          | Demokrat | North Carolina | II     | 9. Dez. 1829  | 301  | trat am 16. November 1840 zurück                                                                     |
| Willie P. Mangum       | Whig     | North Carolina | II     | 25. Nov. 1840 | 310  | gewählt als Nachfolger von Brown früher im 22. bis 24. Kongress                                      |
| Robert Strange         | Demokrat | North Carolina | III    | 5. Dez. 1836  | 351  | trat am 16. November 1840 zurück                                                                     |
| William A. Graham      | Whig     | North Carolina | III    | 25. Nov. 1840 | 381  | gewählt als Nachfolger von Strange                                                                   |
| Benjamin Tappan        | Demokrat | Ohio           | I      | 4. März 1839  | 375  | |
| William Allen          | Demokrat | Ohio           | III    | 4. März 1837  | 358  | |
| Daniel Sturgeon        | Demokrat | Pennsylvania   | I      | 14. Jan. 1840 | 377  | |
| James Buchanan         | Demokrat | Pennsylvania   | III    | 6. Dez. 1834  | 337  | |
| Nathan F. Dixon        | Whig     | Rhode Island   | I      | 4. März 1839  | 372  | |
| Nehemiah R. Knight     | Whig     | Rhode Island   | II     | 9. Jan. 1821  | 240  | |
| John C. Calhoun        | Demokrat | South Carolina | II     | 29. Dez. 1832 | 323  | |
| William C. Preston     | Whig     | South Carolina | III    | 26. Nov. 1833 | 333  | |
| Felix Grundy           | Demokrat | Tennessee      | I      | 14. Dez. 1839 | 300  | starb am 19. Dezember 1840 früher im 21. bis 25. Kongress                                            |
| Alfred O. P. Nicholson | Demokrat | Tennessee      | I      | 25. Dez. 1840 | 382  | gewählt als Nachfolger von Grundy                                                                    |
| Hugh Lawson White      | Whig     | Tennessee      | II     | 28. Okt. 1825 | 274  | trat am 13. Januar 1840 zurück                                                                       |
| Alexander O. Anderson  | Demokrat | Tennessee      | II     | 27. Jan. 1840 | 379  | gewählt als Nachfolger von White                                                                     |
| Samuel S. Phelps       | Whig     | Vermont        | I      | 4. März 1839  | 374  | |
| Samuel Prentiss        | Whig     | Vermont        | III    | 4. März 1831  | 314  | |
| William C. Rives       | Whiga    | Virginia       | I      | 18. Jan. 1841 | 322  | früher im 22. bis 23. und 24. bis 25. Kongress                                                       |
| William H. Roane       | Demokrat | Virginia       | II     | 14. März 1837 | 364  | |

- a) Tallmadge[4] und Rives[5] wurden ursprünglich als Demokraten gewählt.